# Признания Бостонского Блэки
«Признания Бостонского Блэки» (англ. Confessions of Boston Blackie) — американский детективный фильм с элементами комедии режиссёра Эдварда Дмитрыка, который вышел на экраны в 1941 году.
Это второй в серии из 14 фильмов киностудии Columbia Pictures об исправившемся бывшем воре драгоценностей Бостонском Блэки (Честер Моррис), который в силу обстоятельств вынужден расследовать полицейские дела. На этот раз Бостонский Блэки во время посещения художественного аукциона замечает, как преступный арт-дилер Джо Бьюкенен (Ральф Теодор) стреляет в Диану Пэрриш (Харриет Хиллиард), заявляющую, что под видом её скульптуры на аукционе пытаются продать подделку. Диана получает лишь ранение, но пуля убивает скульптора Эллисона (Уолтер Содерлинг). Быстро среагировав, Блэки стреляет в Джо, что видит инспектор полиции Фаррадей (Ричард Лейн), подозревая Блэки в том, что это он убил скульптора. Блэки подаётся в бега, и чтобы доказать свою невиновность, вынужден самостоятельно разоблачить преступников.
Несмотря на популярность у зрителей, после выхода фильма критики давали ему невысокие оценки. Современные киноведы оценивают его в основном положительно, отмечая качественную режиссуру Эдварда Дмитрыка, захватывающую, хотя и несколько абсурдную, историю, стремительный темп повествования и юмор.

## Сюжет
В тайной мастерской, расположенной в подвале складского здания, скульптор и владелец галереи Эрик Эллисон (Уолтер Содерлинг) завершает изготовление копии древнеримской статуи императора Августа. Со своим сообщником, арт-дилером Джо Бьюкененом (Ральф Теодор) они планируют продать эту копию на аукционе под видом подлинника, который принадлежит Диане Пэрриш (Харриет Хиллиард). Она передала статую Бьюкенену для реализации через аукцион, так как ей срочно нужны деньги, чтобы оплатить лечение в санатории её младшего брата Джимми (Мартин Спеллман), который болен туберкулёзом. Встречаясь с Дианой перед аукционом, Бьюкенен просит её не приходить на торги, так как, по его словам, её эмоциональное состояние в этот момент может негативно повлиять на результаты торгов.
На аукцион, который проходит в художественной галерее Эллисона на Третьей авеню, прибывают инспектор полиции Фаррадей (Ричард Лейн) и детектив, сержант Мэтьюз (Уолтер Сэнд) с заданием проследить за сохранностью произведений искусства, а также известный бывший грабитель драгоценностей Бостонский Блэки (Честер Моррис) в сопровождении своего друга, эксцентричного миллионера Артура Мэнледера (Ллойд Корриган), который намерен купить статую Августа. Вскоре Блэки нагоняет его друг и ассистент Коротышка (Джордж Э. Стоун), сообщая, что к нему пришла его знакомая танцовщица Мона (Джоан Вудбери), утверждающая, что она его жена и может это доказать. Блэки поручает Коротышке выбросить Мону из своей квартиры.
Во время торгов в аукционном зале появляется Диана, и когда ведущий аукциона стучит по статуе, по звуку становится ясно, что она полая, и Диана сразу же понимает, что это подделка. Ведущий объявляет, что статуя застрахована на 30 тысяч долларов. В ходе торгов цена быстро возрастает до 10 тысяч долларов, в этот момент Диана подходит к статуе, и, осмотрев её, объявляет, что это не её статуя. После этого Бьюкенен, который находится в задних рядах зала, достаёт пистолет и стреляет в Диану. Это замечает Блэки, который практически в тот же момент стреляет в Бьюкенена, что в свою очередь замечает Фаррадей. Диана падает, и вся публика, испуганная выстрелами, устремляется к выходу. Блэки пытается преследовать Бьюкенена, но Фарадэй задерживает его. Оттолкнув в суматохе Фаррадея, Блэки начинает преследование Бьюкенена по служебным помещениям галереи. Фаррадей пытается последовать за ним, однако Блэки перед этим успел незаметно сцепить наручниками Фаррадея с неповоротливым Мэндлером. Раненую Диану выносят из зала, не замечая, что в кресле за ней сидел Эллисон, который и был случайно убит пулей Бьюкенена.
За кулисами аукционного зала Блэки догоняет Бьюкенена, в ходе последующей драки он ударяется головой о статую Августа и теряет сознание. Бьюкенен пытается бежать и в дверях слышит, как Фаррадей, говорит, что Диану лишь слегка задело выстрелом, и поручает найти пулю. Бьюкенен быстро возвращается назад и прячется в полой статуе. Когда детективы врываются в запертое помещение, где стоит статуя, они обнаруживают лишь приходящего в себя Блэки и сидящего в кресле застреленного Эллисона. Блэки пытается объяснить, что преследовал убийцу, но Фаррадей не верит ему и арестовывает за убийство Эллисона. Фаррадей убеждён, что Блэки вернулся в эту комнату, чтобы извлечь из тела Эллисона пулю, которая докажет, что это он совершил убийство. Когда Фаррадей вместе с Мэтьюзом уводят Блэки, Бьюкенен быстро выбирается из статуи и прячет в неё тело Эллисона, чтобы копы не нашли пулю, которая застряла глубоко в теле.
Когда Мэтьюз вскоре возвращается вместе с медэкспертом, Бьюкенен успевает скрыться в соседнем помещении, и комната оказывается пустой. Когда, так и не обнаружив трупа, озадаченный медэксперт уходит, появляются грузчики, которые выносят статую Августа. После этого из своего укрытия выходит Бьюкенен, которому его подручный Колдер (Кеннет Макдональд) сообщает, что только что продал подделку Августа за 200 долларов. Увидев, как статую погрузили на грузовик, Бьюкенен приказывает Колдеру немедленно вернуть её обратно. Когда Колдер предлагает забыть об этой подделке, в которой никто никогда не найдёт тело, и сосредоточиться на подлиннике, Бьюкенен заявляет, что он спрятан в отдельной запертой комнате с цифровым замком, код от которого находится в кармане Эллисона.
В полицейском участке Фаррадей и Мэтьюз видят в газете сообщение об исчезновении тела жертвы, после чего встречаются с Блэки, который просит выпустить его на том основании, что в отсутствие тела нельзя выдвигать обвинение в убийстве. Фаррадей тем не менее настаивает на своём, напоминая, что видел, как Блэки произвёл выстрел, а также видел тело убитого. Когда инспектор уходит, Блэки замечает мороженщика (Уильям Бенедикт), обслуживающего полицейских. Проследовав за ним в мужскую комнату, Блэки раздевает и связывает его, а затем, переодевшись в форму мороженщика, покидает участок. Сев на улице в фургон мороженщика, Блэки отрывается от преследующих его полицейских на мотоциклах. Заехав в тупик, Блэки, не меняя костюма, выдаёт себя за молочника и запрыгивает в коляску, на которой развозят молоко. Когда, не заметив его, полицейские уезжают, Блэки ловит такси и направляется домой, где Коротышка безуспешно пытается выпроводить Мону. Он напоминает, что Блэки не был даже с ней знаком, когда в Рио назывался её мужем, чтобы вызволить её из рук полиции. То есть, она бы сейчас сидела в тюрьме, если бы Блэки не поклялся, что она его жена. На самом деле, они никогда не были женаты, и Моне об этом известно. Когда появляется Блэки, он заявляет, что легко избавился бы от неё, но сейчас ему срочно надо решать другие дела, и потому он готов заплатить. Мона обещает, что за 6 тысяч долларов уйдёт из его жизни навсегда. Блэки немедленно звонит Мэндлеру, который обещает достать ему всю сумму в течение часа, а также добавляет, что купил поддельную статую Августа, которую уже привезли к нему домой. Блэки просит Мэндлера в этот же день организовать презентацию статуи у себя дома, обещая привести с собой Фаррадея. Блэки посылает Коротышку за деньгами, а сам направляется в городскую больницу, чтобы навестить Диану. Когда Блэки не пропускают к ней в палату, он выходит на улицу, где видит подъезжающего мороженщика, и снова похищает у него форму, спрятав самого мороженщика в холодильнике его машины. Идя по коридору, Блэки незаметно крадёт у проходящего врача медицинскую маску, которую надевает на лицо, скрывая свою внешность.
Тем временем Фаррадей навещает Диану, у которой находится её брат Джимми. Она интересуется у инспектора, зачем Блэки надо было убивать Эллисона при таком стечении народа, а не сделать это где-то по-тихому. В этот момент под видом врача появляется Блэки, который просит Фаррадея и Джимми немедленно уйти. После ухода Фаррадея Диана рассказывает Блэки о статуе и о Джимми, объясняя, что им срочно нужны деньги на лечение и они не могут ждать решения о выплате от страховой компании. Заметив на рукаве у Блэки нашивку мороженной компании, Диана понимает, что он не врач. Блэки представляется и объясняет, что по-другому не мог попасть к ней в палату. Он обещает ей найти настоящего убийцу и вернуть статую после чего уходит, передав букет цветов. Когда Блэки выходит из больницы, за ним наблюдают Бьюкенен и Колдер, которые собираются убрать его как единственного свидетеля выстрела Бьюкенена, после чего вернуть себе копию статуи и получить код. На одной из городских улиц Колдер резко подрезает машину, на которой Коротышка увозит Блэки, и она переворачивается. Блэки и Коротышка не пострадали и вынуждены быстро бежать, чтобы не попасть в руки полиции. Блэки решает, что 6 тысяч долларов, которые он взял для Моны, пойдут Диане. Он поручает Коротышке пойти в больницу и передать ей эти деньги под видом того, что это выплата от страховой компании.
Передав деньги Диане, Коротышка возвращается в квартиру Блэки, где его ожидает Мона. В разговоре с ней Коротышка проговаривается, что по указанию Блэки передал деньги Диане. Мона приходит в ярость и разносит квартиру Блэки, а затем направляется в больницу. Зайдя в палату Дианы, она требует отдать ей деньги, которые та получила от Блэки. Когда Мона начинает обыскивать палату, Диана берёт вазу с цветами, разбивая её о голову Моны, и та теряет сознание. Вскоре появляется медсестра, которой Диана объясняет, что у Моны закружилась голова и просит вывести её на свежий воздух. Придя в себя, Мона звонит домой Мэндлеру, и просит позвать к телефону инспектора Фаррадея, которому сообщает, что Блэки передал Диане 6 тысяч долларов наличными. Фаррадей немедленно посылает в больницу Мэтьюза. Тем временем на презентации статуи Колдер под видом коллекционера предлагает Мэндлеру 500 долларов за скульптуру. Пока Мэндлер беседует с Колдером и Фаррадеем, Блэки через дворецкого вызывает его в соседнюю комнату. Когда Мэндлер рассказывает ему, что покупатель намерен купить статую за 500 долларов, Блэки просит его продать статую, не задавая дополнительных вопросов, при условии, что тот вывезет её сегодня же. Затем они поедут следом за ним. В этот момент в комнату входит Фаррадей с пистолетом в руке. Во время разговора Блэки пристёгивает инспектора наручниками к стулу и сбегает.
Фаррадей навещает в больнице Диану, которая уже выписывается. Когда она утверждает, что получила от страховой компании 6 тысяч долларов, Фаррадей приглашает в комнату представителя страховой компании, который заявляет, что никакой выплаты по делу Дианы не было. После этого Фаррадей задерживает Диану как возможную сообщницу Блэки. Инспектор надеется использовать Диану как наживку, и когда Блэки придёт её спасать, полиция схватит его. Фаррадей выходит из палаты, давая возможность Диане переодеться. Оставшись одна, она прячется в ящик для грязного белья, который уборщица выкатывает из палаты, что даёт Диане возможность сбежать.
Диана подъезжает на такси к дому Мэндлера, где её замечает Блэки, приглашая в дом-прицеп. Блэки отказывается забрать у неё деньги и посылает в свою квартиру, где она будет в безопасности. Следом появляется Мэндлер с деньгами, сообщая, что статую заберут примерно через час. Блэки и Мэндлер в доме-прицепе направляются за грузовиком, который перевозит статую. Машины подъезжают к воротам складского здания, где Блэки видит, как статую выгружают в гаражное помещение. Он отправляется внутрь, предупреждая Мэндлера, что если он не появится в течение 20 минут, звонить Фаррадею.
В квартире Блэки Диану встречает Бьюкенен, и в этот момент звонит Коротышка. Приняв Бьюкенена за Блэки, он говорит, что передал Диане деньги, а также что слышал, что статую от Мэндлера увезли на грузовике. Бьюкенен делает вид, что разговаривает с Блэки, после чего уводит Диану, говоря, что Блэки хочет срочно видеть её. Когда они садятся в машину, их замечает подъехавший Коротышка, который бросается за ними в погоню, но вскоре его останавливает полицейский за то, что он проехал на красный свет, и к тому же у него нет ни прав, ни документов на машину. Тем временем Мэндлер продолжает следить за зданием, и его задерживает полицейский за подозрительное поведение, предполагая, что он может быть автовором. Мэндлера доставляют в участок, где он встречает Коротышку, и их задерживают до рассмотрения дел в суде на следующий день. После этого дежурный звонит Фаррадею, докладывая, что его поручение выполнено.
Между тем Блэки проникает на склад, спускаясь по верёвочной лестнице в подвальное помещение, где расположена секретная мастерская. Там он подкрадывается к Колдеру, вступая с ним в драку. Завладев в итоге оружием, Блэки заставляет Колдера сесть, чтобы дождаться Фаррадея. Тем временем инспектор появляется в участке, поручая отпустить поодиночке Коротышку и Мэндлера, рассчитывая, что кто-то из них приведёт его к Блэки. Выйдя из здания, Коротышка прячется от слежке в ближайшем магазине. Когда выходит Мэндлер, Фаррадей и Мэтьюз следуют за его машиной. Около склада Мэнледер останавливается, и, выйдя ему навстречу, Фаррадей предупреждает, чтобы тот очень рискует, покрывая Блэки. Мэнледер рассказывает, что Блэки проник в это здание, преследуя человека, который, как он считает, убил Эллисона. Внутри мастерской раздаётся сигнал, и Колдер по указанию Блэки открывает стальную дверь. Они ожидали увидеть полицейских, однако появляется Бьюкенен, который силой ведёт Диану. Бьюкенен открывает огонь по Блэки, а затем угрожая убить Диану требует, чтобы Блэки бросил оружие. В этот момент в подвал на открытом грузовом лифте спускаются детективы, которые хватают Бьюкенена. Начинается драка на лифте, в результате которой Бьюкенен падает вниз и разбивается. Колдер подхватывает выпавший из его рук пистолет и открывает огонь по детективам. Пока Фаррадей прикрывает Блэки огнём, тот незаметно подбирается к Колдеру и бьёт его. Преступник отлетает на статую, которая падает и разбивается, обнажая спрятанный внутри труп Эллисона. Блэки заявляет инспектору, что после проверки пули в теле Эллисона, станет ясно, что выстрел был произведён из пистолета Бьюкенена. Затем Блэки находит в кармане Эллисона шифр от замка в тайную комнату, где хранится настоящая статуя. Они открывают сейфовую дверь и видят статую, которая, по словам Блэки, стоит 50 тысяч долларов. Из-за этой статуи Бьюкенен пытался убить Диану и случайно застрелил своего сообщника. В тот момент, когда Колдер тянется к щиту электропитания, Мэтьюз стреляет в него, что приводит к отключению электропитания, а единственный проход в мастерскую наглухо закрывается. Так как лифт тоже не работает, а окон в помещении нет, вся группа оказывается запертой в полностью изолированном и звуконепроницаемом помещении, о котором, как говорит Колдер, больше никому не известно. Блэки берёт газовый баллон и вентилятор и пускает огонь по вентиляционной шахте, который на цокольном этаже выходит наружу здания. Заметив пробивающийся огонь, Коротышка вызывает пожарных, которые вскрывают тайную мастерскую и выпускают всех запертых там людей.

## В ролях
- Честер Моррис — Бостонский Блэки
- Харриет Хиллиард — Диана Пэрриш
- Ричард Лейн — инспектор Фаррадей
- Джордж Э. Стоун — Коротышка
- Ллойд Корриган — Артур Мэндлер
- Джоан Вудбери — Мона
- Уолтер Сэнд — детектив Мэтьюз
- Ральф Теодор — Джо Бьюкенен
- Кеннет Макдональд — Колдер
- Мартин Спеллман — Джимми Пэрриш
- Уолтер Содерлинг — Эрик Эллисон
- Уильям Бенедикт — мороженщик

## Создатели фильма и исполнители главных ролей
Автором рассказов о Бостонском Блэки является американский писатель Джек Бойл, информация о котором, по словам историка кино Джеймса Стеффена, «довольно скудна». Эдвард Д. Кох в предисловии к переизданию «Рассказов о Бостонском Блэки» (англ. The Boston Blackie stories) 1979 года не указывает точную дату рождения Бойла, сообщая лишь, что он родился «где-то до 1880 года». Как далее пишет Кох, Бойл вырос в Чикаго и затем переехал в Сан-Франциско, где в качестве репортёра писал о жизни в Китайском квартале. Бойл находился в городе во время великого землетрясения 1906 года. Там же пристрастился к опиуму и не раз приговаривался к тюремному заключению — сначала за фальшивые чеки, а позже за вооруженное ограбление. Следуя классическому принципу «писать то, что ты знаешь», в 1914 году Бойл разработал образ пристрастившегося к опиуму медвежатника Бостонского Блэки, для серии рассказов в журнале The American Magazine, иллюстрированном знаменитым Н. К. Уайетом. Впоследствии Бойл публиковался в популярных журналах Redbook и Cosmopolitan, а также переработал некоторые рассказы о Бостонском Блэки в роман, который был опубликован в 1919 году. Как далее пишет Стеффен, «фильмы по рассказам о Бостонском Блэки датируются почти тем же периодом, как и сами рассказы». В 1918 году студия Metro Pictures выпустила фильм «Маленький приятель Бостонского Блэки» (англ. Boston Blackie's Little Pal), а в следующем году — «Искупление Блэки» (англ.  Blackie's Redemption). Бойл лично участвовал в написании сценария к фильму о Бостонском Блэки 1922 года под названием «Лицо в тумане» (англ.  The Face in the Fog ) с Лайонелом Бэрримором в главной роли. В 1920-е годы Бойл писал сценарии для других фильмов о Бостонском Блэки, но его самым интересным проектом, по-видимому, был «Хлестающий босс» (англ.  The Whipping Boss), драма студии Monogram Pictures о суровых условиях в тюремном лагере лесозаготовок. Позже Бойл переехал в Нью-Йорк, где, по слухам, скончался около 1928 года. Как далее пишет Стеффен, в 1941 году персонаж был воскрешён в фильме «Знакомьтесь: Бостонский Блэки» с Честером Моррисом в главной роли, который затем играл эту роль на протяжении 1940-х годов.
По словам Стеффена, этот фильм был «одной из нескольких картин категории В, снятых Эдвардом Дмитрыком в начале его карьеры и это его единственная работа в киноцикле о Бостонском Блэки». В дальнейшем Дмитрык снял такие значимые фильмы, как «Это убийство, моя милочка» (1944), «Перекрёстный огонь» (1947), который принёс ему номинацию на «Оскар» как лучшему режиссёру, «Наваждение» (1949), «Бунт на «Кейне»» (1954), «Молодые львы» (1958) и «Мираж» (1965).
Честер Моррис первоначально привлёк к себе внимание ролями в криминальных мелодрамах Роланда Уэста «Алиби» (1929), которая принесла ему номинацию на «Оскар», и «Шёпот летучей мыши» (1930). На протяжении 1930-х годов Моррис также сыграл главные роли в криминальном триллере «Казённый дом» (1930), мелодрамах «Развод» (1930) с Нормой Ширер и «Женщина с рыжими волосами» (1932) с Джин Харлоу, а также в приключенческом фильме «Пятеро вернувшихся назад» (1939). Начиная с 1941 года, Моррис сыграл Бостонского Блэки в серии из 14 фильмов, которая завершилась в 1949 году. После этого карьера Морриса практически подошла к концу, и после 1950 года он сыграл лишь в трёх малозначимых фильмах.
На протяжении своей актёрской карьеры, охватившей период с 1927 по 1961 год, Джордж Э. Стоун сыграл в 150 фильмах, среди них такие значимые картины, как «Маленький Цезарь» (1931), «Пять последних звёзд» (1931), «42-я улица» (1933), «Пулями или голосами» (1936), «Лицо под маской» (1941), «Человек с золотой рукой» (1955), «Парни и куколки» (1955) и «В джазе только девушки» (1959). В 1941—1948 годах Стоун сыграл роль верного помощника главного героя в цикле из 12 криминальных комедий про Бостонского Блэки.

## История создания фильма
Рабочее название этого фильма — «Тайна Бостонского Блэки» (англ. The Secret of Boston Blackie).
Это второй фильм с участием Честера Морриса в роли Бостонского Блэки. В этом фильме впервые в киносериале роль Коротышки сыграл Джордж Э. Стоун. Эту роль он будет играть до конца сериала.
Фильм находился в производстве с 10 сентября по 24 сентября 1941 года и вышел на экраны 8 января 1942 года.
В 1944 году и в 1945—1950 годах в эфир выходил радиосериал о Бостонском Блэки, а в 1951—1953 годах на телевидении демонстрировался сериал с Кентом Тейлором в заглавной роли (всего вышло 58 эпизодов этого телесериала).

## Оценка фильма критикой
Как написал историк кино Джеймс Стеффен, «хотя фильмы о Бостонском Блэки, безусловно, нравились зрителям того времени и до сих пор являются чем-то вроде культовых, они никогда не были любимы критиками». В частности, рецензент «Нью-Йорк Таймс» написал об этом фильме: «Во многом (фильм) напоминает погоню в кошмарном сне. Здесь много яростного движения, но это ни к чему не приводит».
Мнение современных историков кино значительно более позитивное. Так, Хэл Эриксон назвал его «превосходным фильмом киносериала». Деннис Шварц также высказал мнение, что «это превосходный фильм из киносериала о Бостонском Блэки». Как полагает критик, режиссер Эдвард Дмитрык «творит чудеса с этим фильмом категории В, умело создавая что-то из ничего в этой захватывающей и забавной детективной истории». По мнению Шварца, этот фильм показывает, «на что способен талантливый режиссёр, работая с низким бюджетом и не такой уж замечательной историей».
Как полагает Стеффен, «сценарий представляет собой абсурдную, но, бесспорно, занимательную мешанину из родственников-туберкулезников, скрытых панелей в стенах, продавцов мороженого и танцовщиц, и всё это втиснуто в часовую продолжительность. Фильмы, подобные этому, давали молодым режиссёрам практический опыт быстрой и профессиональной работы с минимальным бюджетом, и умения излагать историю в сжатой манере — поскольку многие из этих фильмов длились всего час».
В качестве наиболее забавных моментов картины критики отмечают сцену, в которой разъярённая танцовщица-шантажистка (Джоан Вудбери), узнав, что не получит денег от Блэки, устраивает истерику и громит его квартиру, а также когда Блэки смешно, но немного жестоко отнимает униформу у незадачливого мороженщика (Билли Бенедикт), и несколько весёлых сцен с участием Джорджа Э. Стоуна, порой неуклюже пытающегося помочь своему боссу.